# جلد القرش
جلد القرش أو الشَّرْكِسْكِين نوع من الأقمشة المنسوجة أو المحبوكة الملتوية بلمعان مميز. جلد القرش هو نسيج مبرد. تشمل المواد المستخدمة في بنائه: أسيتات السللوز والرايون والصوف واللِّكرة وألياف لدنة الأخريات. يخلق ترتيب الخيوط الداكنة والمشرقة فيه في نسيج مبرد نمطًا دقيقًا من الخطوط التي تمتد عبر النسيج قطريًا ومظهرًا لامعًا ذو لونين. يعتبر النسيج في الأساس مادة مناسبة ويظهر أحيانًا في سترات خفيفة وعناصر غير عصرية مثل الستائر ومفارش المائدة وبطانة في بدلات الغوص وبدلات والغطس.